# Domaine Dujac
Domaine Dujac — производитель вин из Бургундии. Хозяйством управляет семья Сеи. Основатель — Жак Сеи. Его сыновья Джереми, Алек и жена Диана помогали в управлении в семейным бизнесом. Жак основал имение в 1967 году и выпустил первое вино в 1969 году. Вплоть до 1999 года все вина изготавливались из одного сорта винограда и выдерживались в новых дубовых бочках.
Земельные активы хозяйства составляли 4.5 гектара в Море-Сен-Дени. Позже Жак купил земли еще в нескольких регионах.

## История
Имение было основано в 1967 году Жаком Сеи, сыном богатого пекаря. Поскольку Грэйллет было бедным имением, которое главным образом продавало виноград, появилась необходимость найти клиентскую базу, одновременно модернизируя винное производство. В 1969 году первое вино было разлито в бутылки. Оно продавалось в основном в рестораны, через контакты отца Жака. Имение расширялось, включая все новые земли. Со временем общая площадь увеличилась до 11.5 гектаров (28 акров).
Domaine Dujac начало использовать органические методы производства в трети своих виноградников в 2001 году как эксперимент, чтобы понять получится ли растиражировать технологию для всего имения. 100 % органических методов производства были внедрены в 2008 году.
В 2005 году хозяйство совершило покупку виноградников у Domaine Charles Thomas совместно c владельцами Château de Puligny-Montrachet.

## Виноделие
При Жаке вино имения выдерживалось в новых дубовых бочках. Когда он передал управление поместьем двум своим сыновьям в 1999 году, технология производства была немного изменена. Из всех бочек, в которых выдерживалось вино, только 25 % были новыми, в зависимости от вина и винтажа.